# Lucimara da Silva
Lucimara Silvestre da Silva -referida también como Lucimara da Silva- (Lucélia, 10 de diciembre de 1985) es una atleta brasileña especialista en la disciplina de heptatlón.
Recibió la medalla de bronce en los Juegos Panamericanos de 2007 realizados en Río de Janeiro en el heptatlón, y la presea dorada en los Juegos Panamericanos de 2011 realizado en Guadalajara en la misma disciplina. Por otro lado, en 2008 recibió la medalla de oro en dicha disciplina del XIII Campeonato Iberoamericano de Atletismo de 2008 realizado en Iquique, Chile.
A nivel sudamericano, ganó la medalla de oro por el heptatlón en el Campeonato Sudamericano de Atletismo realizado en São Paulo, Brasil, el año 2007; además, en ese mismo torneo, recibió la medalla de bronce por los 100 m vallas. Con un total de 6133 puntos, es la actual poseedora de la plusmarca sudamericana en el heptatlón, tras superar su propia marca de 6076 puntos alcanzada en los Juegos Olímpicos de Pekín 2008.
Ha representado a su país en diversos torneos internacionales, entre ellos el Campeonato Mundial de Atletismo en Pista Cubierta de 2007 o los Juegos Olímpicos de Pekín 2008.
En el año 2009 fue sancionada por dopaje junto a otros atletas y su entrenador Jayme Netto; la Confederación Brasileña de Atletismo la suspendió por dos años.